# Cherii♡
『Cherii♡』（シェリー）は、Erii（山崎エリイ）1枚目のシングル。2019年9月11日にCherii Recordsから発売された。

## 概要
Erii名義での山崎エリイ1枚目のシングル。「山崎エリイ」名義と合わせると、通算4枚目のシングル。ZERO-A / 日本コロムビア所属でもある山崎が、新レーベル「Cherii Records」の立ちあげと共にリリースした、「Erii」としての始動作。「Cherii♡」は山崎自身が作詞を担当し、ファンへの感謝の思いをつづったメッセージソング。

## 収録内容
| #         | タイトル                     | 作詞       | 作曲・編曲  | 時間 |
| --------- | ---------------------------- | ---------- | ----------- | ---- |
| 1.        | 「Cherii♡」                  | 山崎エリイ | 2ndlifecrew | 4:53 |
| 2.        | 「気まぐれイニシエーション」 | 宮川弾     | 宮川弾      | 4:12 |
| 合計時間: | 合計時間:                    | 合計時間:  | 合計時間:   | 9:05 |

## Cherii♡とErii
- Cherii♡（シェリー）とは山崎いわく、「愛しい人という意味を持つフランス語の『Cheri』に、『i』をもう一つ足した造語です。後ろ四文字を取ると、私の名前『erii』と読めるように作りました。『エリイが愛する方々が集う会』になれたらいいな～という願いを込めて。ファンクラブ名にもなっています」とのこと[4][5]。
- Eriiとして活動する際は楽曲のイメージや作詞などをより一層、「自分が今一番表現したい世界観」をテーマに展開[6]。ブログでは、「Eriiの時は、一つの作品毎にジャンル設定、テーマ化を図り、『私が今一番表現したい世界観』を軸として展開していく予定です。なので現在歌わせて頂いている素の時とはまた少し雰囲気が異なると思い、アーティスト名などを分けさせて頂きました」「そして勿論、山崎エリイとしての歌の活動も引き続き行わせて頂きます。"変わる"のでは無く"増える"という風に捉えて頂けますと幸いです！」と語っている[4]。

## 楽曲について
- 「Cherii♡」は山崎自身が作詞を担当し、ファンへの感謝の思いをつづったポップ・ロック。ライブで一緒に盛り上がれる、そしてファンと一緒に作り上げる楽曲にしたい、という熱い想いがこもった楽曲[2]。以前に山崎が作詞した「Pearl tears」は比喩表現が多くファンタジックであったが、「疾走感のあるバンドサウンドにのせて、自分の気持ちを飾らずに詰め込みました」とブログにあるように、想いがストレートに伝わるメッセージソングになっている[7]。
- 「Cherii♡」のMVではまず、新しいカフェのオープンに向け準備をしている様子が描かれている。しかし、いつの間にかカウンターで眠ってしまい自分がライブをしている夢を見たり、店内BGMに合わせて踊っていたりするような、気ままな店員の日常を切り取っている[8]。フル尺のMVは、ファンクラブ会員限定で視聴が可能[9]。撮影は赤坂にある実際のカフェで行われた[10][11]。
- 「気まぐれイニシエーション」は、お洒落で心地よいリズムが特徴的なシティ・ポップ。山崎の冠生放送番組、「山崎エリイ Erii Cafe」のテーマソングで、「白雪姫」をモチーフにしている[2]。「全体として柔らかく聴こえるように、ただ強調したいポイントは押さえながら歌っています」とのこと[7]。Erii 2nd・3rdシングルのカップリング曲と繋がりがあり、3部作のうちの第1章[12]。